# 福宝
福宝（ふくほう）は、新潟県新潟市南区根岸に本社を置く、新潟県・福島県に店舗展開する仏壇・墓石店。 新潟県、秋田県に仏壇・暮石工場、仏壇工房を持つ。

## 店舗
新潟県内14店舗、福島県内2店舗。

### 新潟県下越地区
白根本店、新発田店、新潟東店、新潟南店、新潟西店、佐渡店、阿賀野店、五泉店

### 新潟県中越地区
燕三条店、長岡店

### 新潟県上越地区
柏崎店、南魚沼店、糸魚川店、上越店

### 福島県
郡山店、福島店

## 仏壇、暮石工場
- 仏壇工場（白根本店となり）
- 石材工場（白根本店むかい）
- 福宝工房（秋田県）

## 受賞履歴
- 第24回全国伝統的工芸品仏壇仏具展　「全国伝統的工芸品仏壇仏具連合会会長賞」受賞
- 第20回全国伝統的工芸品仏壇仏具展　「関東経済産業局長賞」受賞
- 第21回全国伝統的工芸品仏壇仏具展　「伝統的工芸品産業振興協会長賞」受賞
- 第19回全国伝統的工芸品仏壇仏具展　「関東経済産業局長賞」受賞

## グループ会社
- 株式会社福宝工房